# Jacques Mailhot
Pour les articles ayant des titres homophones, voir Jacques Maillot (réalisateur) et Jacques Maillot.
 (mars 2018).
Si vous disposez d'ouvrages ou d'articles de référence ou si vous connaissez des sites web de qualité traitant du thème abordé ici, merci de compléter l'article en donnant les références utiles à sa vérifiabilité et en les liant à la section « Notes et références ».
Jacques Mailhot est un humoriste chansonnier, homme de radio et journaliste français né Jacques Henri Denis Mailhot le 1er mars 1949 à Riom (Puy-de-Dôme). Il a participé à de nombreuses émissions de radio, notamment L'Oreille en coin, sur France Inter, de 1976 à 1992 et Les Grosses Têtes de Philippe Bouvard sur RTL.
Jacques Mailhot est propriétaire du Théâtre des Deux Ânes à Paris et président de la fondation Alexandre Varenne.

## Biographie
Il fait d'abord des études de cinéma puis commence à écrire ses premiers sketches. Il fait ses débuts sur scène en février 1972 à L'Échelle de Jacob.
Lauréat du Prix des Chansonniers Raoul Arnaud en 1973, il devient pensionnaire du Théâtre de Dix Heures aux côtés de Jean Amadou, Anne-Marie Carrière, Maurice Horgues, Pierre Destailles, Jacques Grello et Robert Rocca.
Il fait ses premières émissions de radio sur France 3 Auvergne en compagnie de Jacques Santamaria. En 1976, Pierre Codou et Jean Garretto l'engagent dans leur fameuse émission du dimanche matin L'Oreille en coin sur France Inter. L'émission durera jusqu'en 1992. Tous les hommes politiques ont été les invités de cette célèbre émission.
1980 à 1982 : Sérieux s'abstenir sur TF1 avec Jean Bertho et Anne-Marie Carrière puis « Amuse Gueule ». Il publie son premier livre chez Michel Lafon La Politique dans Rire. Trente cinq mille exemplaires sont vendus.
1986 à 1988 : il coproduit avec Jean Bardin un tribunal pour rire "Affaire suivantes!" sur Antenne 2 avec Jean Lefèbvre et Jean Pierre Foucault. Il publie son deuxième livre chez Lafon intitulé L'Élysée, Clef en Main.
1988 à 1990 : il anime plusieurs émissions d'humour pour FR3, comme Des Cactus dans le Potage ou S.O.S. Âmes Seules ou les 40 ans de télévision avec Jacques Chancel. Il fait partie des invités de l'émission culinaire Quand c'est bon ?… Il n'y a pas meilleur ! diffusée sur FR3 et animée par François Roboth. On le verra même présenter le magazine rural D'un soleil à l'autre de Jean-Claude Widmann sur cette même antenne.
En 1989, la SACEM lui décerne son Grand Prix de l'Humour pour l'ensemble de ses émissions et participations radiophoniques.
En 1992, il interprète Sans mentir d'Éric Assous, mis en scène par Jean-Claude Brialy au Théâtre des Bouffes-Parisiens.
En 1994, Philippe Bouvard qui le fit débuter à la télévision en 1974 dans Dix de der lui demande de devenir l'un des pensionnaires des Grosses têtes sur RTL.
Depuis 1992, Jacques Mailhot publie une chronique dominicale dans le journal La Montagne et les différents quotidiens du Groupe Centre France.

### Théâtre des Deux Ânes
Le 1er mars 1995, sur les conseils de Jean Herbert, il prend la direction du Théâtre des Deux Ânes, théâtre de chansonniers depuis 1921. En quelques années, il devient l'un des théâtres les plus fréquentés de la capitale[réf. nécessaire].
En collaboration avec les galas Herbert-Karsenty, il relance les tournées de chansonniers à travers la France, la Suisse et la Belgique, puis crée sa propre entité. Celle-ci permet désormais aux chansonniers de se produire dans les théâtres les plus prestigieux, comme le Théâtre du Léman à Genève, le Pin Galant à Mérignac, le Grand Opéra de Vichy ou le Théâtre des Galeries de Bruxelles.
En 2006, la chaîne Paris Première propose de retransmettre en direct le spectacle des Deux Ânes intitulé Villepy et Sarkozin. Celui-ci attire près de 390 000 téléspectateurs[réf. nécessaire].
Jacques Mailhot et la direction de Paris Première engagent alors une collaboration plus étroite avec la création en septembre 2007 de La Revue de presse des Deux Ânes, présentée par Jérôme de Verdière avec la participation de Jean Amadou, Régis Mailhot, Michel Guidoni et Bernard Mabille. Au fil des mois, l'émission devient une des meilleures audiences de la chaîne cryptée[réf. nécessaire]. En janvier 2009, la retransmission du spectacle "Sarkomania" en direct du grand théâtre d'Aix-les-Bains rencontre également un succès considérable[réf. nécessaire].
En septembre 2013, l'affiche de la revue Flamby le magnifique est interdite de promotion sur les panneaux d'affichage de la RATP, ce qui n'empêche pas le succès du spectacle qui sera joué durant 247 représentations.
Jacques Mailhot fait renaître Le Sanglier Bleu en janvier 2014, restaurant historique de la Place Blanche[réf. nécessaire].
Après avoir soutenu de jeunes artistes tels Laurent Ruquier, Patrick Timsit ou Laurent Gerra, il prend du recul et se consacre à la gestion du Théâtre des Deux Ânes. Jacques Mailhot est membre du Club des Cent et président de la Fondation Varenne, fondation d'utilité publique destinée à promouvoir l'accès des métiers de la presse et des médias[réf. nécessaire]. Il est chevalier des Arts et des Lettres[réf. nécessaire].

### Vie privée
Il est l'oncle de l'humoriste Régis Mailhot.

### Engagement
Jacques Mailhot est membre du comité d'honneur de l'Association pour le droit de mourir dans la dignité (ADMD).[réf. souhaitée]

## Ouvrage
- Pointes d'actu, éditions De Borée, 2020.
- Le Parti d'en Rire, éditions Michel Lafon, 1986.
- Le Théâtre des Deux Anes - Cent ans d'humour politique - de Véronique Mortaigne, Le Cherche Midi éditeur, 2018.
- Sérieux s'abstenir, La Table Ronde, 2007.
- L'Elysée Clef en Main, éditions Michel Lafon, 1988.